# Vartofta-Åsaka församling
Vartofta-Åsaka församling var en församling i Skara stift och i Falköpings kommun. Församlingen uppgick 2002 i Yllestads församling.

## Administrativ historik
Församlingen har medeltida ursprung. Före den 1 januari 1886 (ändring enligt beslut den 17 april 1885) var namnet Åsaka församling.
Församlingen var fram till 1 maj 1927 moderförsamling i det konsistoriella pastoratet Åsaka av tredje klassen i vilket annexförsamlingen Kälvene ingick. Pastoratet tillhörde Vartofta kontrakt i Skara stift..
Från 1 maj 1927 till 1998 var församlingen annexförsamling i pastoratet Yllestad, Näs, Vistorp, Vartofta-Åsaka och Kälvene. Församlingen ingick från 1998 till 2002 i Falköpings pastorat i Falköpings kontrakt och församlingen uppgick 2002 i Yllestads församling.

## Kyrkor
- Vartofta-Åsaka kyrka